# Геннерсдорф
Геннерсдорф (нім. Gönnersdorf) — громада в Німеччині, розташована в землі Рейнланд-Пфальц. Входить до складу району Арвайлер. Складова частина об'єднання громад Бад-Брайзіг.
Площа — 5,04 км2. Населення становить 638 ос. (станом на 31 грудня 2020).

## Галерея

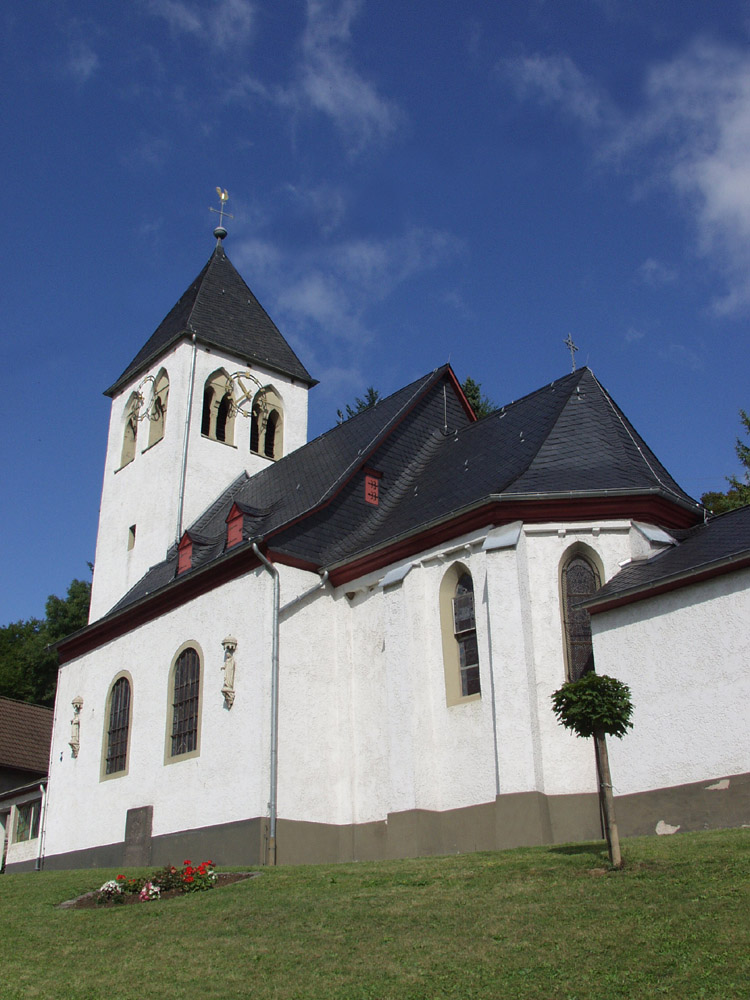
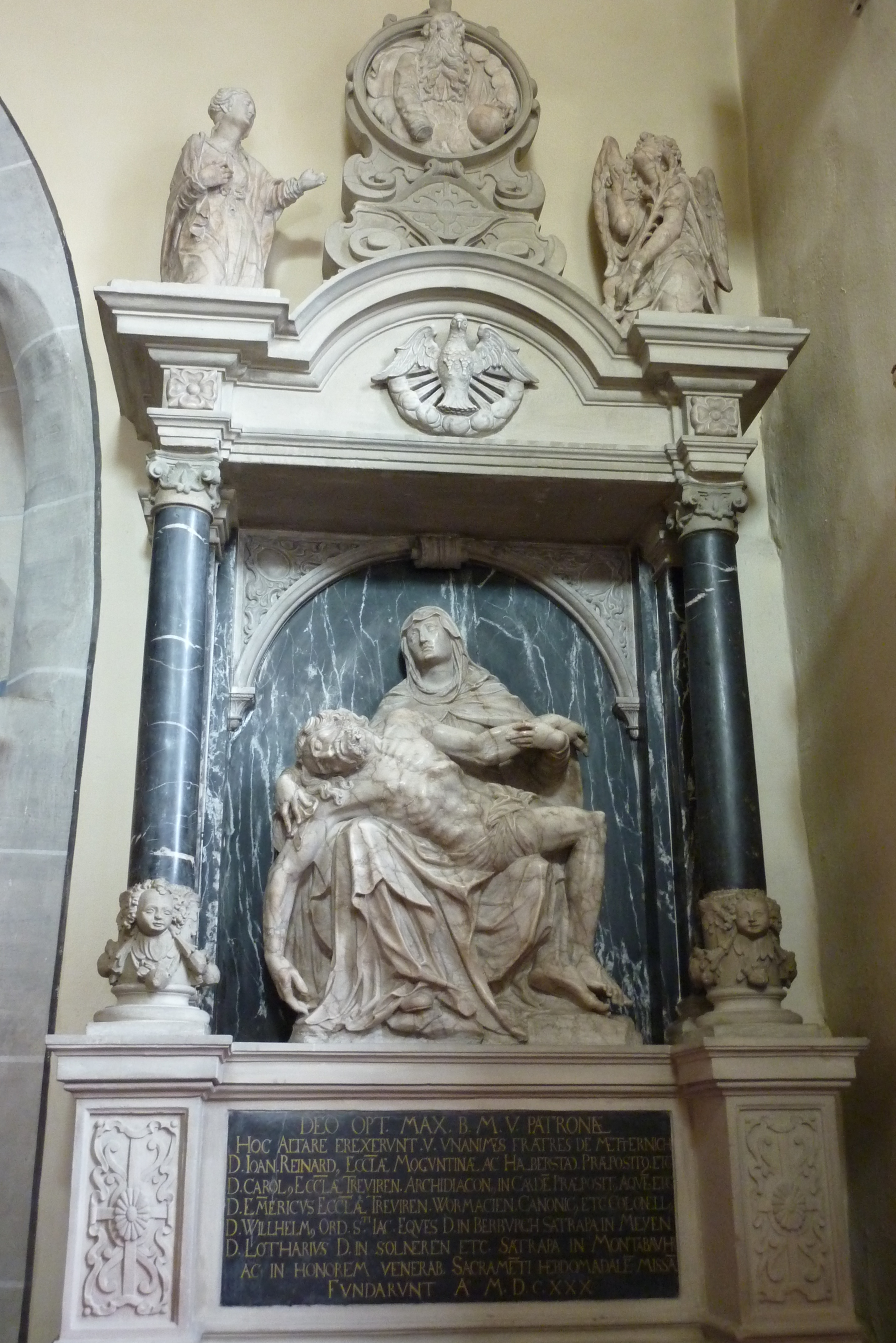